# Chenecey-Buillon
Chenecey-Buillon település Franciaországban, Doubs megyében. Lakosainak száma 496 fő (2022. január 1.). Chenecey-Buillon Busy, Pugey, Rurey, Vorges-les-Pins és Charnay községekkel határos.

## Népesség
A település népességének változása:
| Lakosok száma | 333  | 462  | 445  | 538  | 541  | 527  | 515  | 506  | 505  | 496  |
|               | 1968 | 1982 | 1990 | 2006 | 2013 | 2015 | 2017 | 2019 | 2020 | 2022 |